# Bruno Henrique Fortunato Aguiar
Bruno Henrique Fortunato Aguiar, noto semplicemente come Bruno Aguiar (Amparo, 25 marzo 1986), è un calciatore brasiliano, difensore dell'Oeste.

## Palmarès

### Club

#### Competizioni nazionali
- Campeonato Brasileiro Série B: 1

Joinville: 2014
- Coppa del Brasile: 1

Santos: 2010

#### Competizioni statali
- Campionato paulista: 2

Santos: 2010, 2011
- Campionato Catarinense: 1

Joinville: 2015

#### Competizioni internazionali
- Coppa Libertadores: 1

Santos: 2011